# Xã Colchester, Quận McDonough, Illinois
Xã Colchester (tiếng Anh: Colchester Township) là một xã thuộc quận McDonough, tiểu bang Illinois, Hoa Kỳ. Năm 2010, dân số của xã này là 1.837 người.